# إل باسو (تكساس)

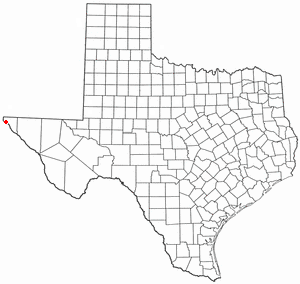
موقع إل باسو في تكساس

إل باسو (El Paso) مدينة أمريكية تقع في ولاية تكساس. وهي حاضرة مقاطعة إل باسو، وأكبر مدن منطقة غرب تكساس، وسادس أكبر مدن الولاية. حسب تقديرات عام 2005 عدد سكان المدينة 598590 نسمة. تقع المدينة على الحدود الأمريكية المكسيكية بالقرب من مدينة خواريز المكسيكية. توجد في المدينة جامعة تكساس في إل باسو التي تأسست في عام 1914 كمدرسة. مساحة المدينة 648.9 كم2. اسم المدينة أخذ من عبارة "El Paso de Norte" (الطريق أو الممر نحو الشمال) والتي تشير إلى مدينة خواريز المكسيكية حالياً.

## التركيبة السكانية
حدّد مكتب تعداد الولايات المتحدة بيانات التركيبة السكانية لإل باسو في تعداد الولايات المتحدة. في ما يلي، التركيبة السكانية حسب تعدادي 2000 و2010.

### تعداد عام 2000
بلغ عدد سكان إل باسو 563,662 نسمة بحسب تعداد عام 2000، وبلغ عدد الأسر 182,063 أسرة وعدد العائلات 141,071 عائلة مقيمة في المدينة. في حين سجلت الكثافة السكانية 839.5 نسمة لكل كيلومتر مربع (2,174.3/ميل2). وبلغ عدد الوحدات السكنية 193,663 وحدة بمتوسط كثافة قدره 288.4 لكل كيلومتر مربع (747.0/ميل2).
وتوزع التركيب العرقي للمدينة بنسبة 73.28% من البيض و3.12% من الأمريكيين الأفارقة و0.82% من الأمريكيين الأصليين و1.12% من الأمريكيين ذوي الأصول الآسيوية و0.10% من سكان جزر المحيط الهادئ و18.15% من الأعراق الأخرى و3.40% من عرقين مختلطين أو أكثر و76.62% من الهسبانيون أو اللاتينيون من أي عرق.
بلغ عدد الأسر 182,063 أسرة كانت نسبة 48.6% منها لديها أطفال تحت سن الثامنة عشر تعيش معهم، وبلغت نسبة الأزواج القاطنين مع بعضهم البعض 54.6% من أصل المجموع الكلي للأسر، ونسبة 18.5% من الأسر كان لديها معيلات من الإناث دون وجود شريك، بينما كانت نسبة 4.4% من الأسر لديها معيلون من الذكور دون وجود شريكة وكانت نسبة 22.5% من غير العائلات. تألفت نسبة 19.2% من أصل جميع الأسر من عدة أفراد يعيشون في نفس المنزل ونسبة 7.2% كانت تتألف من شخص يعيش بمفرده يبلغ من العمر 65 عاماً أو أكثر. وبلغ متوسط حجم الأسرة المعيشية 3.07، أما متوسط حجم العائلات فبلغ 3.54.
بلغ العمر الوسطي للسكان 31.1 عاماً. وكانت نسبة 31% من القاطنين تحت سن الثامنة عشر، وكانت نسبة 9.8% بين الثامنة عشر والرابعة والعشرين عاماً، ونسبة 28.9% كانت واقعةً في الفئة العمرية ما بين الخامسة والعشرين والرابعة والأربعين عاماً، ونسبة 19.1% كانت ما بين الخامسة والأربعين والرابعة والستين، ونسبة 10.4% كانت ضمن فئة الخامسة والستين عاماً فما فوق. يوجد لكل 100 أنثى 90.0 ذكر، ويوجد لكل 100 أنثى في الثامنة عشر من عمرها فما فوق 84.5 ذكر.
بلغ متوسط دخل الأسرة في المدينة 32,124 دولارًا، أما متوسط دخل العائلة فبلغ 35,432 دولارًا. وكان متوسط دخل الذكور 28,989 دولارًا مقابل 21,540 دولارًا للإناث. وسجل دخل الفرد الخاص بالمدينة 14,388 دولارًا. وكانت نسبة 19% من العائلات ونسبة 22.2% من السكان تحت خط الفقر، وكان من هؤلاء نسبة 30.1% تحت سن الثامنة عشر ونسبة 17.7% في الخامسة والستين من العمر وما فوق.

### تعداد عام 2010
بلغ عدد سكان إل باسو 649,121 نسمة بحسب تعداد عام 2010، وبلغ عدد الأسر 216,894 أسرة وعدد العائلات 162,049 عائلة مقيمة في المدينة. في حين سجلت الكثافة السكانية 966.7 نسمة لكل كيلومتر مربع (2,503.7/ميل2). وبلغ عدد الوحدات السكنية 227,605 وحدة بمتوسط كثافة قدره 339 لكل كيلومتر مربع (878.0/ميل2).
وتوزع التركيب العرقي للمدينة بنسبة 80.84% من البيض و3.39% من الأمريكيين الأفارقة و0.73% من الأمريكيين الأصليين و1.19% من الأمريكيين ذوي الأصول الآسيوية و0.14% من سكان جزر المحيط الهادئ و11% من الأعراق الأخرى و2.70% من عرقين مختلطين أو أكثر و80.68% من الهسبانيون أو اللاتينيون من أي عرق.
بلغ عدد الأسر 216,894 أسرة كانت نسبة 44.2% منها لديها أطفال تحت سن الثامنة عشر تعيش معهم، وبلغت نسبة الأزواج القاطنين مع بعضهم البعض 48.5% من أصل المجموع الكلي للأسر، ونسبة 20.7% من الأسر كان لديها معيلات من الإناث دون وجود شريك، بينما كانت نسبة 5.5% من الأسر لديها معيلون من الذكور دون وجود شريكة وكانت نسبة 25.3% من غير العائلات. تألفت نسبة 21.5% من أصل جميع الأسر من عدة أفراد يعيشون في نفس المنزل ونسبة 7.6% كانت تتألف من شخص يعيش بمفرده يبلغ من العمر 65 عاماً أو أكثر. وبلغ متوسط حجم الأسرة المعيشية 2.95، أما متوسط حجم العائلات فبلغ 3.47.
بلغ العمر الوسطي للسكان 32.5 عاماً. وكانت نسبة 29.1% من القاطنين تحت سن الثامنة عشر، وكانت نسبة 10.8% بين الثامنة عشر والرابعة والعشرين عاماً، ونسبة 26.2% كانت واقعةً في الفئة العمرية ما بين الخامسة والعشرين والرابعة والأربعين عاماً، ونسبة 22.7% كانت ما بين الخامسة والأربعين والرابعة والستين، ونسبة 11.2% كانت ضمن فئة الخامسة والستين عاماً فما فوق. وتوزع التركيب الجنسي للسكان بنسبة 48% ذكور و52% إناث.

## توأمة
لإل باسو (تكساس) اتفاقيات توأمة مع كل من:
- زاكاتيكاس
- توريون
- سيوداد خواريز
- شريش
- تشيهواهوا (1970 - )

## أعلام
- شرمن همسلي
- صموئيل بودمان
- ألن توديك
- إدي غيريرو
- جين رودينبيري
- ديبي رينولدز
- مارجريت أوزبورن دوبون
- فيكتوريانو ويرتا
- جون ويزلي هاردين
- توماس هادن تشورتش

## وصلات خارجية
- الموقع الرسمي